# ديالي
ديالي (بالعربية الفصحى: ملكي) هي مسرحية مغربية لسنة 2012. المسرحية التي كتبتها «مها سانو» مستلهمة خطوطها العريضة من كتاب "le monologue du vagin" «مونولوج المهبل» (1996) للأميركية إيف إينسلر، واعتمادا على عدد من الشهادات التي قدمتها عشرات النساء المغربيات من مستويات اجتماعية مختلفة.

## التشخيص
تم تشخيص المسرحية من طرف فرقة «مسرح أكواريوم» وبطولة نورية بنبراهيم وإخراج نعيمة زيطان.

## الأصداء
أن نعيمة زيطان اشتهرت باختيارها لمسرحيات تناقش المرأة في أكثر جوانب الموضوع حميمية وحساسية، وقد كان عرض مسرحية «ديالي» بقاعة «جيرار فيليب» التابع للمعهد الفرنسي بالرباط منذ أشهر ثم معاودة نفس العرض بمقر جمعية «مسرح أكواريوم» بحي العكاري الشعبي، قد فجر نقاشا كبيرا بين أغلبية مستنكرة لتناول موضوع الجهاز التناسلي للمرأة في قالب مسرحي وأقلية مدافعة عن الاختيار بوصفه دفاعا عن قيمة الحرية داخل كل عمل إبداعي.

## الفرقة
تعمل «أكواريوم» في الأحياء الشعبية، والفضاءات المفتوحة، وتقدم عروضها في مختلف المدن المغربية، حتى الهامشية منها، في القرى والأسواق وحتى السجون.

## هوامش
1. 1 2  نعيمة زيطان: مخرجة نسويّة تتحدّى المجتمع- عن مقالات «الأخبار» نسخة محفوظة 01 ديسمبر 2017 على موقع واي باك مشين.
2. ↑  كابوس "ديالي" يلاحق المسرحية زيطان في مدن الشمال نسخة محفوظة 28 فبراير 2015 على موقع واي باك مشين.